# Roca Entravessada
La Roca Entravessada és una muntanya de 2.929 metres situada a la carena entre el Pallars Sobirà i Andorra, al terme municipal d'Alins.
Aquest cim està inclòs al llistat dels 100 cims de la FEEC
Una de les rutes parteix des d'Arinsal, a Andorra, passant pel refugi del Pla de l'Estany i els Estanys Forcats.